# Marcin Jahr

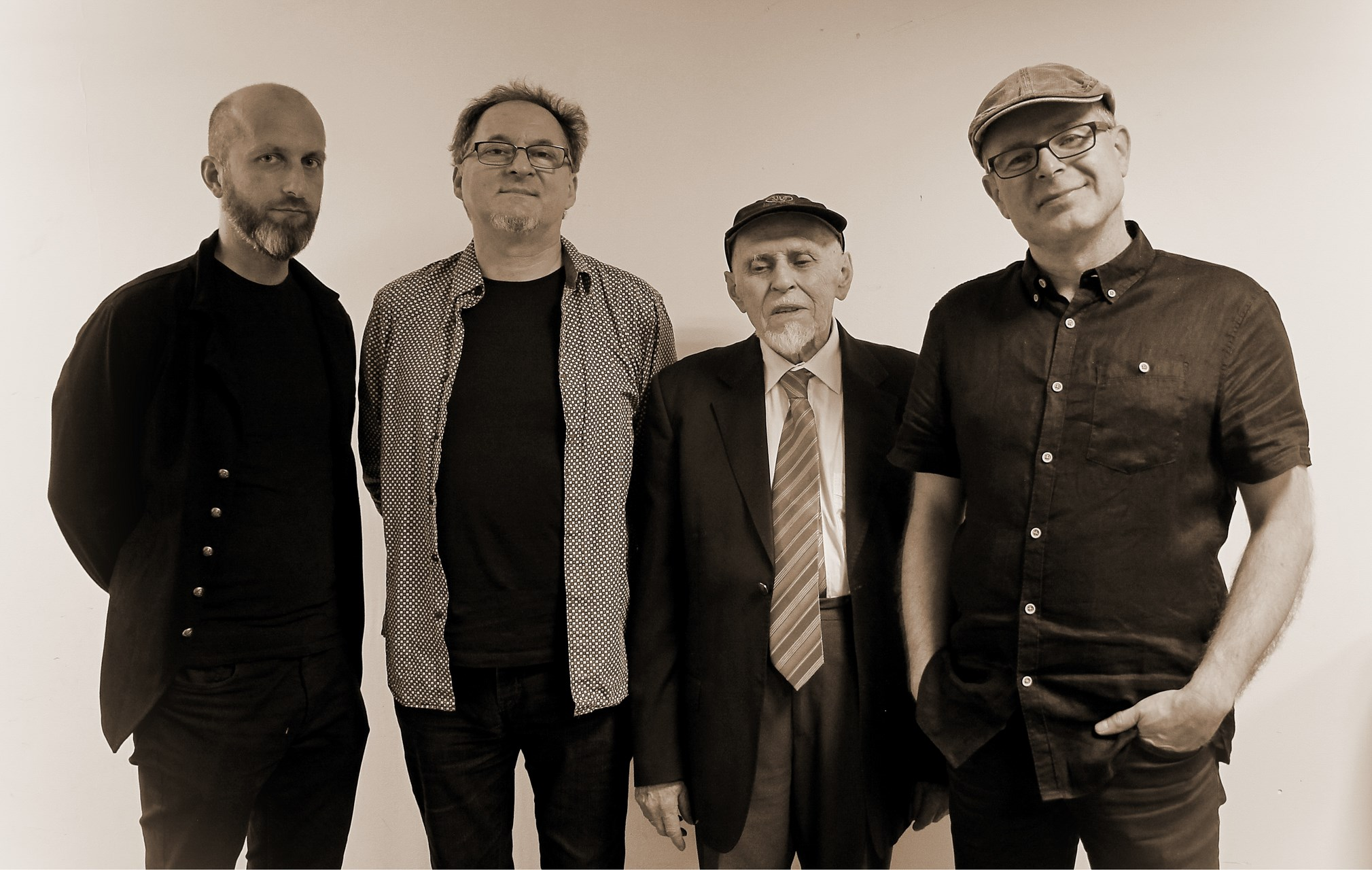
J.P. Wróblewski Quartet, Bydgoszcz 2017

Marcin Jahr (ur. 25 marca 1969 w Bydgoszczy) – polski muzyk jazzowy, syn Ulricha Jahra.

## Życiorys
Edukację muzyczną na instrumentach perkusyjnych rozpoczął w 1983 w Liceum Muzycznym w Bydgoszczy, w klasie prof. Janusza Mikołajczaka. Liceum Muzyczne ukończył w 1988 roku z wyróżnieniem. Jest absolwentem Wydziału Jazzu i Muzyki Rozrywkowej Akademii Muzycznej w Katowicach w klasie prof. Stanisława Proksy (studia na tej uczelni w latach 1988-1992). Uzyskał tytuł magistra sztuki – specjalizacja w zakresie instrumentów perkusyjnych.
Był związany z bydgoskimi klubami muzycznymi (m.in. „Bogartem” i „Mózgiem”) i różnymi formacjami muzycznymi. Profesjonalną karierę rozpoczął w Kwintecie Jana „Ptaszyna” Wróblewskiego (1987). Później współpracował m.in. z Garrisonem Fewellem, Nicolasem Simionem, Joachimem Menclem, Piotrem Wojtasikiem (CD pt. „Lonely Town” zostało uznane przez czytelników czasopisma „Jazz Forum” Płytą Roku 1995), Mieczysławem Szcześniakiem, Kubą Stankiewiczem, Lorą Szafran z zespołem „New Presentation”, Karolem Szymanowskim, Brandonem Furmanem i Jackiem Niedzielą, Piotrem Baronem, Zbigniewem Namysłowskim; okazjonalnie z Tomaszem Stańko, Januszem Muniakiem, Leszkiem Kułakowskim, Krzysztofem Herdzinem, Michałem Kulentym i z wieloma innymi. Z większością z tych wykonawców nagrał ponad 30 płyt dla różnych wytwórni.
Brał udział w festiwalach jazzowych w Polsce i za granicą, tj. kilkakrotnie Jazz nad Odrą, Jazz Jamboree, Jazz Standard Festival Siedlce, „Jazz w Muzeum” w Ostrowie Wlkp., Pori Jazz Festival `87 (Finlandia), Istanbul Festival `93 (Turcja), ’99 Euro Big Band Matusza Jakabcica (Bratislava, Słowacja).
Stała współpraca – różne projekty Jana „Ptaszyna” Wróblewskiego, wrocławska formacja Funky Groove, kwartet „Adam Wendt & Friends”, Brandon Furman Trio, Wojciech Niedziela Trio i Quartet, „Wooden Soul Quartet” i „Jazzowe Poetycje” Jacka Niedzieli, „Bright Ella's Memorial” z Ewą Bem, Piotr Wojtasik, Bisquit, Magda Piskorczyk.
Był wykładowcą na Warsztatach Muzycznych w Puławach (corocznie od 1991); 3 razy na „Leichlinger Jazz Workshop” podczas „Forum Ost-West” w Niemczech (1992, 1994, 1996), Warsztaty Muzyczne w Pułtusku (2002, 2003, 2004), Międzynarodowe Warsztaty Muzyczne w Inowrocławiu (2003). W latach 2004–2008 był wykładowcą klasy perkusji na wydziale jazzowym w Instytucie Kultury i Sztuki na Uniwersytecie Zielonogórskim.

## Nagrody, wyróżnienia, medale
- na festiwalach Jazz Juniors w Krakowie:

1986: z zespołem „Backward Glance” Bogdana Hołowni (II nagroda i wyróżnienie indywidualne)
1989: z „Jazz Septetem” Wiesława Wysockiego oraz „Staff Only” Marka Dykty (I oraz II nagroda, wyróżnienie indywidualne).
- październik 1997: Wyróżnienie w I Konkursie dla Perkusistów Jazzowych – Grodzisk Mazowiecki
- 2002: Miesięcznik „Gitara i Bas + Bębny”: Funky Groove „Go To Chechua Mountain” (Płyta Roku w kategorii Jazz elektryczny); Sekcja rytmiczna roku 2002 (wspólnie z Tomaszem Grabowym – gitara basowa).
- 2016: Brązowy Medal „Zasłużony Kulturze Gloria Artis”[1]

## Dyskografia
(w kolejności chronologicznej)
- Jacek Niedziela – Wooden Soul (Polonia Records CD 025)
- Piotr Wojtasik – Lonely Town (Power Bros. PB 00137)
- Karol Szymanowski – Sześćsił (Polonia Records CD 060)
- Krzysztof Herdzin – Chopin (Polonia Records CD 056)
- Leszek Kułakowski – Interwały (Polonia Records CD 072)
- The Other Side of Polonia Records (Polonia Records CD 064)
- Jacek Niedziela & Wojciech Niedziela – Jazzowe Poetycje (KOCH Int. 33863-2)
- Funky Groove – Funky Groove (PolyGram Polska – Mercury 536 043-2)
- Ewa Bem Bright Ella’s Memorial (KOCH International 33957-2)
- Jan „Ptaszyn” Wróblewski – Henryk Wars Songs – Live in Tarnów (CD Sound Int. CDSCD 103)
- Krzysztof Herdzin – Being Confused (CD Sound Int. CDSCD 106)
- Jacek Niedziela – Sceny z Macondo (CD Sound Int. CDSCD 108)
- Brandon Furman – A Bard’s Tale (Polonia Records CD 185)
- Leszek Kułakowski – Katharsis (Not Two Records MW 708-2)
- Wojciech Niedziela – To Kiss the Ivorys (Polonia Records CD 229)
- Leszek Kułakowski – Eurofonia (Not Two Records MW 717-2)
- Wojciech Majewski – Grechuta (Sony Jazz) (2001)
- Funky Groove – Go to Chechua Mountain (GRAMI 2002)
- 0-58 – Tryby (0-58records 001)
- Jan „Ptaszyn” Wróblewski Quartet – Real Jazz (BCD CDN 10/PRK CD 0068)
- Bisquit – Inny smak (Kayax)
- Jan „Ptaszyn” Wróblewski Quartet – Supercalifragilistic (BCD CDN 14)
- Kasia Stankowska – Passions (OLPRESS 01)
- Adam Wendt Power Set (Adam Wendt/Boogie Production 5904003980961)
- Adam Wendt Power Set – Big Beat Jazz (2011)[2]
- Magda Piskorczyk – Afro Groove (Artgraff 2011)[3]
- Julia Sawicka Project – Fields of Soul (2012)[4]
- Andrzej Chochół – It's Great Again (Fonografika 2013)[5]
- Jan „Ptaszyn” Wróblewski Sextet – Moi pierwsi mistrzowie – Komeda / Trzaskowiski / Kurylewicz (2014)[6]
- Julia Sawicka Project – Kolędy (2014)[4]
- Teatr Tworzenia – Katharsis (A Small Victory) (2017, Brain Active Records)
- Michał Sołtan – Malogranie (2017, Art Horse 002)
- Jan „Ptaszyn” Wróblewski Sextet – Komeda – Moja słodka europejska ojczyzna, Polish Jazz vol.80 (2018, Warner Music Poland, CD: 01902 9 57003 4 8, winyl: 01902 9 57003 3 1)
- Adam Wendt & Friends – Rhythm & Jazz (2018, Soliton SL 862-2)
- Teatr Tworzenia – Living After Life (2019, Brain Active Records)[7]
- Krzysia Górniak – Memories (2020)[8]
- Jacek Niedziela-Meira – Partyturism (2020, SJ Records 050)[9]
- Jan „Ptaszyn” Wróblewski – Studio Jazzowe PR 1969-1978 (5CD, 2020, Polskie Radio CD-23-0095-WG)[10]
- Bernard Maseli Septet – Good Vibes of Milian (2021, For Tune 0151 094)[11]
- Andrzej Dąbrowski & All Stars – Live (2022, For Tune 0154 006)[12]
- Buczkowski / Troczewski / Wrombel / Jahr – The Other Sound (2022, BCD CDN 48)[13]
- Nika Lubowicz & All Stars – Nika Sings Ella (2022, For Tune 0157 008)[14]
- Jan „Ptaszyn” Wróblewski Quartet – On The Road vol. 1 (2022, For Tune 0160 097)[15][16]
- Krzysia Górniak & Rui Teles – Astrolabe (2022)[17]
- Jan „Ptaszyn” Wróblewski Quartet – On The Road vol. 2 (2023, For Tune 0162 098)[18]
- Paweł Tomaszewski – Coincidence (2023, Filharmonia im. Mieczysława Karłowicza w Szczecinie)[19]

## Filmografia
- 2020 – Osiecka (odc. 5, Żartowałam, jako muzyk na sylwestrze w STS-ie oraz na planie etiudy "Rozbijemy zabawę")[20]

## Galeria zdjęć

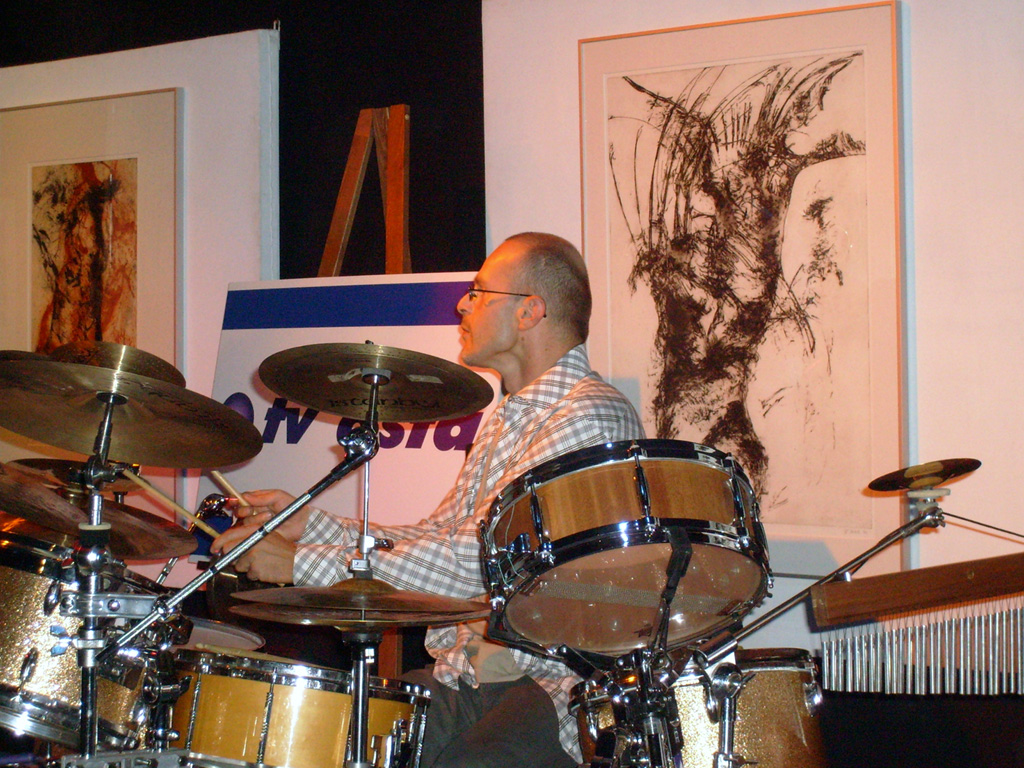
Koncert z Adam Wendt Power Set, Piła 2007
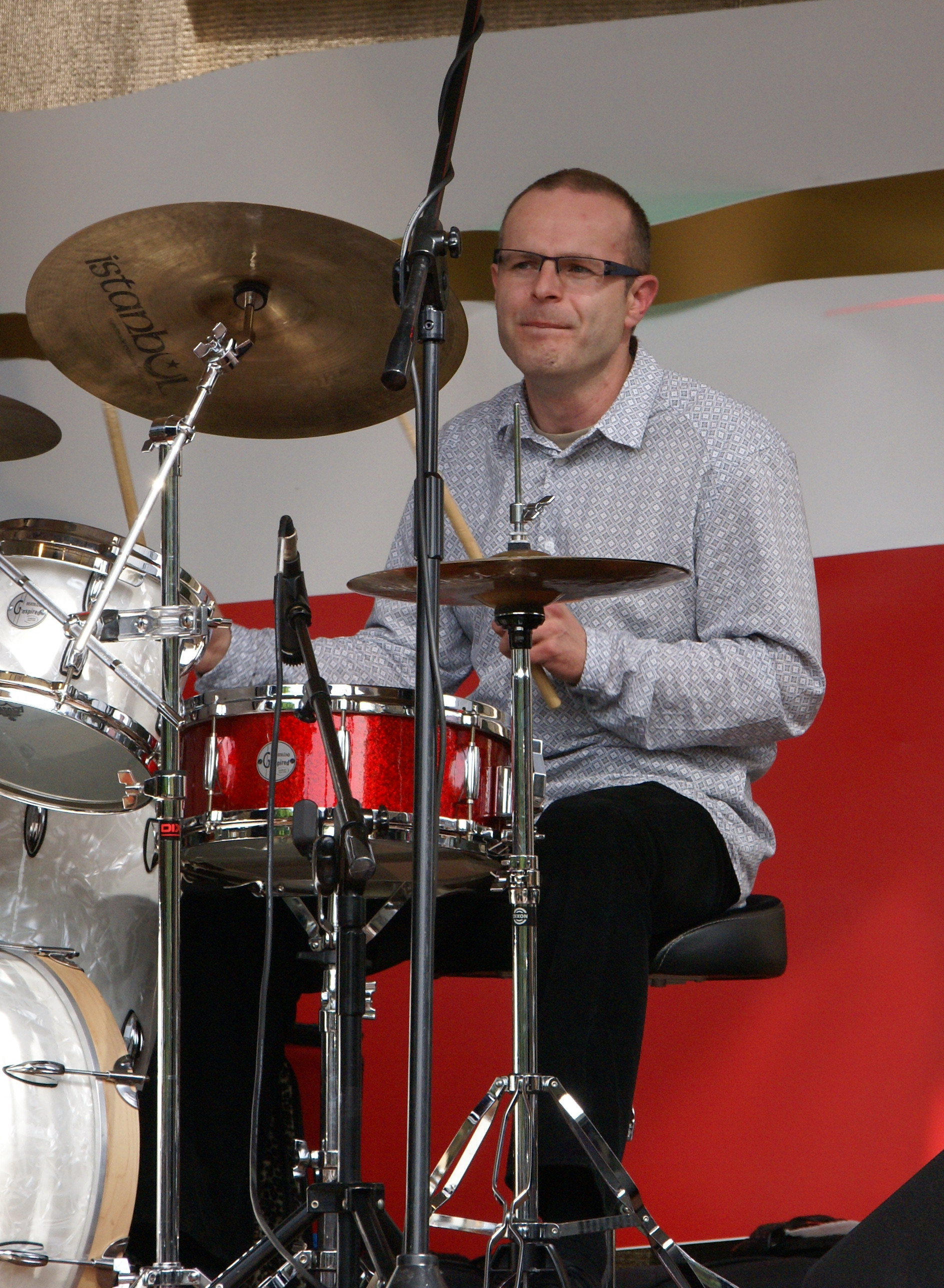
Koncert z Krzysztof Herdzin Quintet, Bydgoszcz 2010
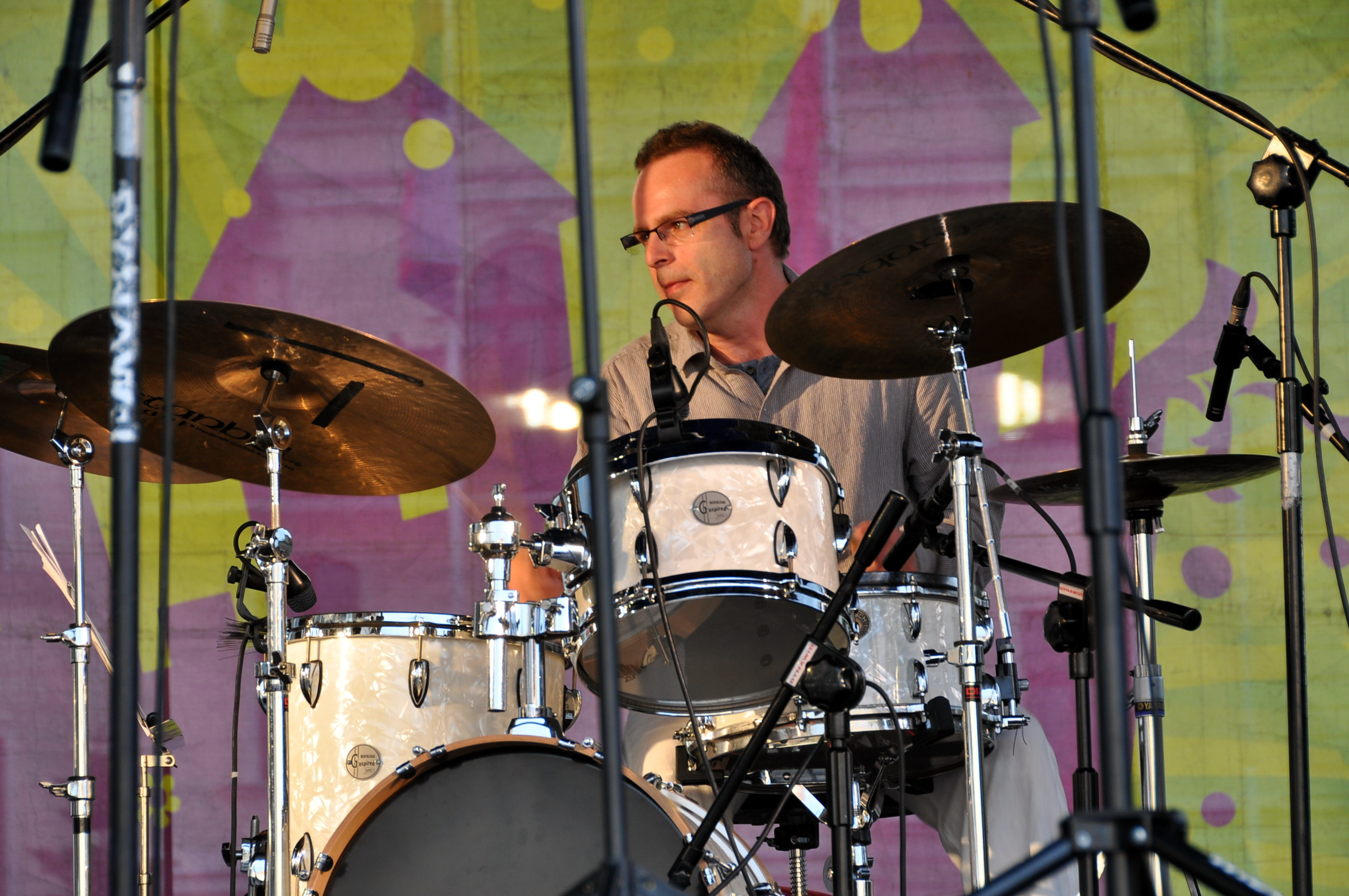
Koncert z Iloną Damięcką, Bydgoszcz 2011
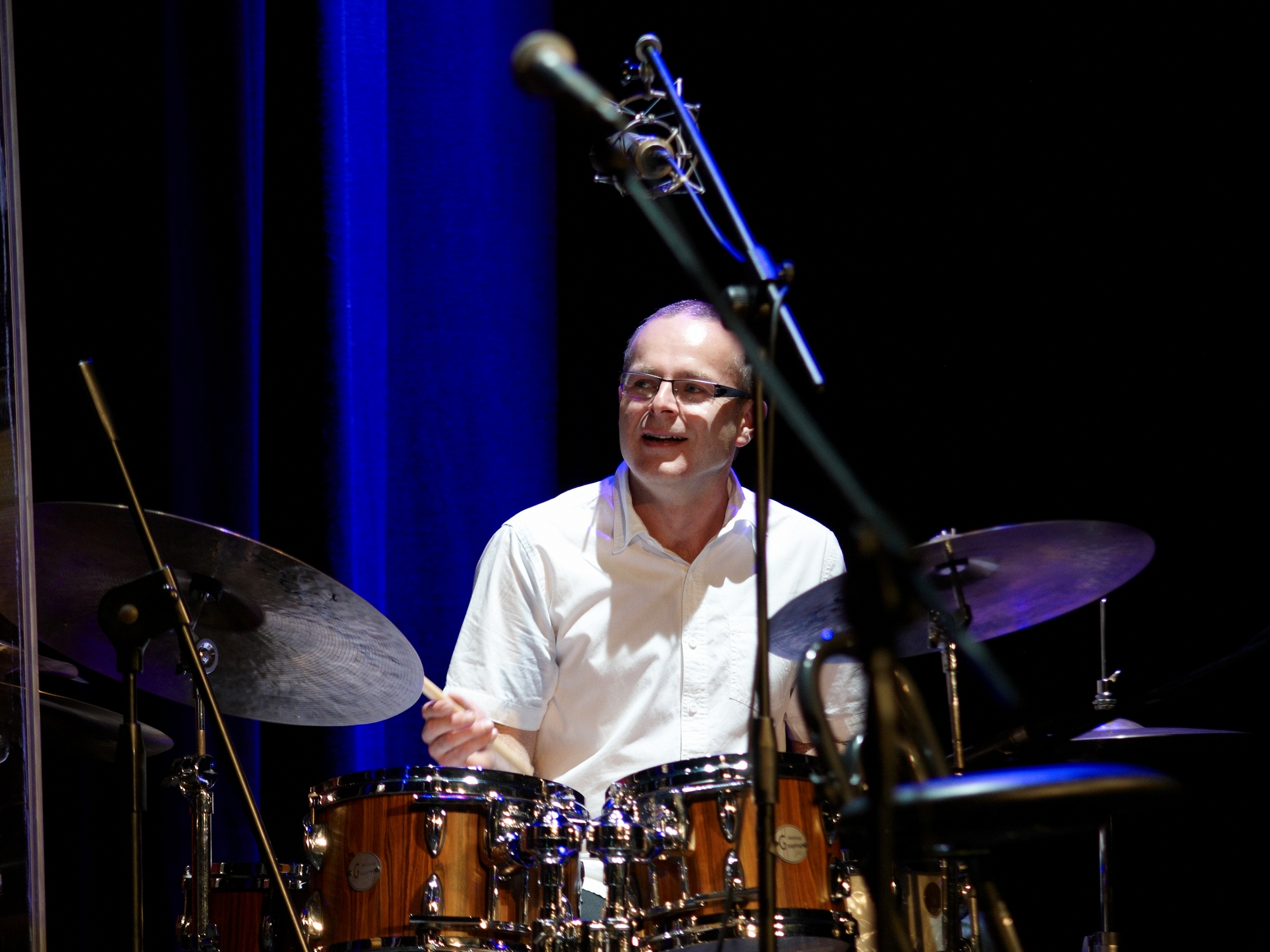
Koncert z Janem „Ptaszynem” Wróblewskim, Warszawa 2013
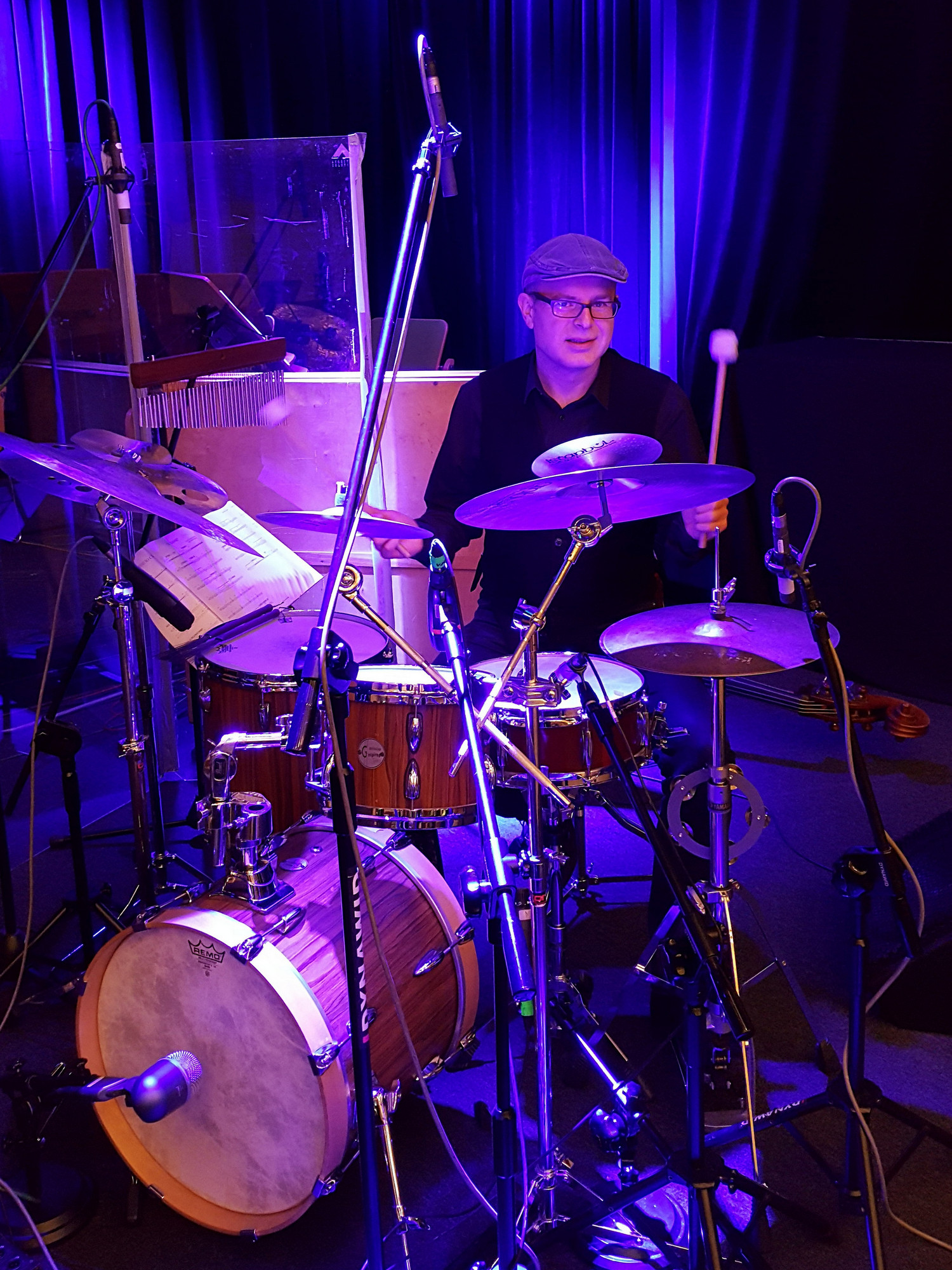
Koncert z Julią Sawicką, Warszawa 2017